# Anser Sianturi
Anser Sianturi – indonezyjski zapaśnik w stylu wolnym i klasycznym.
Złoty i brązowy medalista igrzysk Azji Południowo-Wschodniej w 1997 roku.